# Hans-Christian Pilster
Hans-Christian Wilhelm Pilster (* 9. August 1914 in Grasleben; † 25. Juli 1989 in München) war ein deutscher Major im Generalstab der Wehrmacht und Generalmajor der Bundeswehr. Von 1957 bis 1974 war er, mit einer Unterbrechung, Angehöriger des Bundesnachrichtendienstes, zuletzt als Abteilungsleiter. Nach seiner Pensionierung war er publizistisch tätig.

## Leben
Pilster trat am 19. Oktober 1936 als Reserveoffizieranwärter beim Infanterie-Regiment 17 in Braunschweig in die Wehrmacht ein. Nach der Grundausbildung absolvierte er die Offizierausbildung im Infanterie-Regiment 59 in Hildesheim ab Oktober 1937, war ab Oktober 1938 Zugführer, ab Mai 1939 Kompanieführer, ab August 1939 Ordonnanzoffizier und ab März 1940 Bataillonsadjutant (I. Bataillon) in jenem Regiment. Am 1. Januar 1939 wurde er Leutnant der Reserve, am 1. August 1939 ins aktive Offizierkorps übernommen und am 1. Dezember 1940 zum Oberleutnant ernannt. Von Dezember 1941 bis Juli 1942 war er Adjutant und Führer einer Kampfgruppe in der 20. Panzer-Division. Am 1. Juli 1942 wurde er zum Hauptmann befördert und war im August 1942 Kompaniechef im Panzer-Grenadier-Regiment 59, das aus dem Infanterie-Regiment 59 entstanden war, und wurde schwer verwundet. Nach Lazarettaufenthalt bis November 1942 wurde er Leiter im Offizieranwärterlehrgang für schnelle Truppen II in Meiningen. Im Januar 1943 war er Inspektionschef an der Panzertruppenschule in Zossen und wurde im Februar 1943 Referent im Wehrmachtführungsstab/Oberkommando der Wehrmacht im Führerhauptquartier Wolfsschanze in Rastenburg. Im Januar 1944  war er als Dritter Generalstabsoffizier zur 3. Panzergrenadier-Division kommandiert und begann im Februar 1944 den 13. Generalstabslehrgang an der Kriegsakademie in Hirschberg im Riesengebirge. Am 1. Juli 1944 wurde er zum Major im Generalstab befördert und war vom August 1944 bis Mai 1945 Erster Generalstabsoffizier der 160. Reserve-Division, später umbenannt in 160. Infanterie-Division, in Dänemark.
Von Mai 1945 bis Juni 1947 war Pilster in britischer Kriegsgefangenschaft. Anschließend war er Bauhilfsarbeiter, Lagerverwalter und kaufmännischer Leiter (Prokurist) beim Bauunternehmen Janssen GmbH in Braunschweig und wurde im April 1949 Sozius beim Steuerberater Dr. Enke. Daneben war er ab Januar 1953 Geschäftsführer der Betriebswirtschaftlichen Forschungs- und Beratungsstelle der fleischverarbeitenden Wirtschaft.
Am 1. Mai 1957 wurde Pilster als Major in die Bundeswehr eingestellt und war bis August 1963 Hilfsreferent und Referent im Bundesnachrichtendienst. Ab September 1963 war er Referatsleiter II 3 und ab Oktober 1966 Referatsleiter II 2 in der Unterabteilung Nachrichtenwesen der Bundeswehr im Führungsstab der Bundeswehr im Bundesministerium der Verteidigung in Bonn und als solcher der stellvertretende Leiter des Militärischen Nachrichtenwesens der Bundeswehr. Sein unmittelbarer Vorgesetzter war Günter Poser. Im Oktober 1967 übergab Pilster an seinen Nachfolger Fritz Rosenhauer und kehrte zum Bundesnachrichtendienst als Unterabteilungsleiter für militärische Auswertung zurück. Später wurde er Abteilungsleiter III für Auswertung. Am 2. Oktober 1967 wurde er zum Brigadegeneral und am 17. Oktober 1973 zum Generalmajor befördert. Ab 1. April 1973 trat er auch als Amtschef des Amtes für Militärkunde auf, einer Legende des Bundesnachrichtendienstes. Mit Ablauf des September 1974 wurde er in den Ruhestand versetzt. Er trug den Decknamen Pilsen.
Pilster war verheiratet und hatte drei Kinder.

## Auszeichnungen
- Eisernes Kreuz I. Klasse (1940)
- Panzerkampfabzeichen (1941)
- Verwundetenabzeichen in Schwarz
- Kriegsverdienstkreuz I. Klasse mit Schwertern (1945)
- Verdienstkreuz 1. Klasse des Verdienstordens der Bundesrepublik Deutschland (1967)
- Großes Verdienstkreuz des Verdienstordens der Bundesrepublik Deutschland (1974)

## Schriften
- Südafrika und die Verteidigung des freien Westens. In: Europäische Wehrkunde. Nr. 3, 1976, S. 127 ff.
- Friede und Gewalt: Der militärische Aspekt der sowjetischen Koexistenzpolitik. Seewald, Stuttgart 1977, ISBN 978-3-512-00491-9.
- Politik und Strategie im Warschauer Pakt. In: Clausewitz-Gesellschaft (Hrsg.): Freiheit ohne Krieg? Beiträge zur Strategie-Diskussion der Gegenwart im Spiegel der Theorie von Carl von Clausewitz. Dümmler, Bonn 1980, ISBN 978-3-427-82051-2, S. 133 ff.
- Russland, Sowjetunion: Werden, Wesen und Wirken einer Militärmacht. Mittler, Herford 1981, ISBN 978-3-8132-0134-5.
- Zivilverteidigung in der DDR – fest im Griff des Militärs. In: Europäische Wehrkunde. Band 36, 1987, S. 285–289.